# 佐藤康彦
佐藤 康彦（さとう やすひこ、1933年-　）は、日本のドイツ文学者、翻訳家。京都大学名誉教授。専攻は近代オーストリア文学、東欧ユダヤ系ドイツ語文学。
　

## 来歴
仙台市生まれ。東京大学文学部独文科卒業。ウィーン大学留学。岩手大学助教授、京大教養部教授、総合人間学部教授。1997年定年退官、名誉教授。

## 著書
- 『イスラエル×ウクライナ紀行 東欧ユダヤ人の跡をたずねて』（彩流社） 1997.2

## 翻訳
- 『文学の危機』（ヴァルター・ベンヤミン、高木久雄共訳、晶文社、ヴァルター・ベンヤミン著作集7） 1969
- 『ドイツ・ロマン主義』（ヴァルター・ベンヤミン、大峯顕, 高木久雄共訳、晶文社、ヴァルター・ベンヤミン著作集4） 1970
- 『第三のワルプルギスの夜』（カール・クラウス、武田昌一, 高木久雄共訳、法政大学出版局、カール・クラウス著作集6）  1976.12
- 『言語と社会』（ヴァルター・ベンヤミン、久野収共編、晶文社、ヴァルター・ベンヤミン著作集3） 1981.12
- 『昔日のウィーンより』（シュティフター、高木久雄, 田口義弘ほか共訳、松籟社、シュティフター作品集4） 1984.11
- 『ユダヤ人国家 ユダヤ人問題の現代的解決の試み』（テオドール・ヘルツル、法政大学出版局、叢書・ウニベルシタス） 1991.5
- 『ヨーゼフ・ロート小説集』1 - 4（平田達治共訳、鳥影社） 1993 - 1999

## 参考
- 著書の紹介文